# Ґродзіськ-Дужи
Ґродзіськ-Дужи (пол. Grodzisk Duży) — село в Польщі, у гміні Червін Остроленцького повіту Мазовецького воєводства.
Населення — 175 осіб (2011).
У 1975-1998 роках село належало до Остроленцького воєводства.

## Демографія
Демографічна структура станом на 31 березня 2011 року:
|          | Загалом | Допрацездатний вік | Працездатний вік | Постпрацездатний вік |
| -------- | ------- | ------------------ | ---------------- | -------------------- |
| Чоловіки | 93      | 24                 | 59               | 10                   |
| Жінки    | 82      | 20                 | 47               | 15                   |
| Разом    | 175     | 44                 | 106              | 25                   |